# 片倉ダム
片倉ダム（かたくらダム）は、千葉県君津市の小櫃川水系・笹川に建設されたダム。
堤高42.7メートルの重力式コンクリートダムで、千葉県営の多目的ダムである。千葉県内の多目的ダムの中では堤高が最も高い。ダム湖の名称は笹川湖（ささがわこ）。

## 歴史
小櫃川流域は豪雨による水害や旱魃などの災害が頻発しており、これに加えて都市化に伴う生活用水需要の増加や地下水汲み上げ規制などの要因により、多目的ダムの建設が必要とされるようになった。
千葉県は1961年（昭和36年）から調査を行い、1974年（昭和49年）に事業を開始。水没する地域の住民との合意が1993年（平成5年）に取れたため
翌1994年（平成6年）に建設工事が開始され、2000年（平成12年）に本体が完成して同年末に試験湛水が開始された。
翌2001年（平成13年）に完工し、2002年（平成14年）からダムとしての管理が開始された。

## 周辺
ダム周辺には公園などが整備されている。またダム湖の笹川湖はヘラブナやバスの釣り場として知られる。
- 千葉県道24号千葉鴨川線
- 房総スカイライン有料道路
- 道の駅ふれあいパーク・きみつ
- 片倉ダム記念館
  - 猟師工房ドライブイン
- 亀山少年自然の家
- 三石山
- 観音寺